# Leucocidina
A leucocidina é um tipo de citotoxina criada por alguns tipos de bactérias. É um tipo de toxina formadora de poros.
As leucocidinas têm este nome por matarem leucócitos
Um tipo é a leucocidina de Panton-Valentine.